# 锈毛山龙眼
锈毛山龙眼（学名：Helicia vestita var. longipes）为山龙眼科山龙眼属下的一个变种。

## 扩展阅读
- 維基物種上的相關：锈毛山龙眼